# LSD
Lysergic acid diethylamide (LSD), còn được gọi là acid (tên lóng tiếng Anh), là một hoạt chất gây ảo giác. Các hiệu ứng thường bao gồm thay đổi suy nghĩ, cảm xúc và nhận thức về môi trường xung quanh. Nhiều người dùng LSD nhìn thấy hoặc nghe thấy những thứ không tồn tại. Sử dụng LSD thường dẫn đến đồng tử giãn, huyết áp tăng và nhiệt độ cơ thể tăng lên. Các triệu chứng thường bắt đầu trong vòng nửa giờ và có thể kéo dài đến 12 giờ. Nó được sử dụng chủ yếu như một loại thuốc giải trí và vì các lý do tâm linh.
LSD không gây nghiện, một phần vì sự tăng nhanh của sự chịu đựng, ngăn chặn việc sử dụng lặp đi lặp lại. Phản ứng tâm thần bất lợi là có thể, chẳng hạn như lo lắng, hoang tưởng và ảo tưởng. Hồi tưởng về sự đau khổ trong quá khứ có thể xảy ra mặc dù không sử dụng nữa, một tình trạng gọi là rối loạn nhận thức ảo giác kéo dài. Chỉ cần 20 microgram LSD là đủ khiến người dùng xuất hiện triệu chứng. Ở dạng tinh khiết, LSD có màu trong hoặc trắng, không có mùi. Ở dạng tinh thể, nó bị phân hủy khi tiếp xúc với tia cực tím. Các tác động của LSD được cho là xảy ra do sự thay đổi trong hệ thống serotonin. Việc sử dụng LSD có thể dẫn đến hội chứng Serotonin, thường được gây ra bởi sự tích tụ quá nhiều serotonin trong cơ thể. Đây là một tình trạng sức khỏe nghiêm trọng, thậm chí nó có thể gây tử vong nếu không được điều trị kịp thời.
Khoảng 10% dân số Hoa Kỳ đã sử dụng LSD theo báo cáo trong năm 2017, trong khi chỉ 0,7% đã sử dụng nó trong năm 2018. LSD phổ biến nhất trong những năm 1960 đến 1980. LSD thường được nuốt qua miệng hoặc giữ dưới lưỡi. Nó thường được bán trên giấy blotter và ít phổ biến hơn dưới dạng viên nén hoặc trong các hình vuông bọc bằng gelatin. Hiện tại chưa có phương pháp điều trị cho việc nghiện LSD, nếu nó xảy ra.
LSD lần đầu tiên được Albert Hofmann tổng hợp vào năm 1938 từ axit lysergic, một hóa chất từ nấm ergot. Hofmann đã phát hiện ra các đặc tính gây ảo giác của nó vào năm 1943. Vào những năm 1950, Cơ quan Tình báo Trung ương (CIA) tin rằng loại thuốc này có thể hữu ích cho việc kiểm soát tâm trí, vì vậy họ đã thử nghiệm nó trên người trong một chương trình có tên MKUltra. LSD đã được bán dưới dạng thuốc cho mục đích nghiên cứu dưới tên thương mại Delysid trong những năm 1950 và 1960. Nó được liệt kê là chất được kiểm soát theo lịch trình 1 của Liên Hợp Quốc vào năm 1971. Hiện tại, trong lĩnh vực y tế, việc sử dụng chất này chưa được phê duyệt. Ở châu Âu, tính đến năm 2011, chi phí của một liều LSD thường giao động từ €4,50 đến €25.

## Lịch sử
—Albert Hofmann, on his first experience with LSD
LSD lần đầu tiên được tổng hợp vào ngày 16 tháng 11 năm 1938  bởi nhà hóa học người Thụy Sĩ Albert Hofmann tại Phòng thí nghiệm Sandoz ở Basel, Thụy Sĩ như một phần của chương trình nghiên cứu lớn tìm kiếm các dẫn xuất của ergot alkaloid hữu ích về mặt y tế. Các đặc tính ảo giác của LSD đã được phát hiện 5 năm sau đó khi chính Hofmann vô tình ăn phải một lượng hóa chất không xác định.  Lần nuốt LSD có chủ ý đầu tiên xảy ra vào ngày 19 tháng 4 năm 1943,  khi Hofmann nuốt 250 mg LSD. Ông cho biết đây sẽ là liều ngưỡng dựa trên liều lượng của các alcaloid ergot khác. Hofmann tìm thấy các hiệu ứng mạnh hơn nhiều so với ông dự đoán.  Phòng thí nghiệm Sandoz đã giới thiệu LSD như một loại thuốc tâm thần vào năm 1947 và bán LSD dưới dạng thuốc chữa bệnh tâm thần, ca ngợi nó "như một phương thuốc cho mọi thứ từ tâm thần phân liệt đến hành vi tội phạm, 'đồi trụy tình dục' và nghiện rượu."  Chữ viết tắt "LSD" là từ "Lysergsäurediethylamid" của Đức.

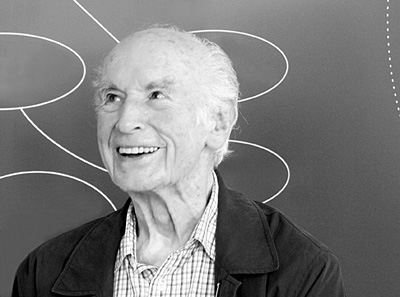
Albert Hofmann năm 2006

Bắt đầu từ những năm 1950, Cơ quan Tình báo Trung ương Hoa Kỳ (CIA) đã bắt đầu một mã chương trình nghiên cứu có tên Project MKULTRA. CIA đã giới thiệu LSD đến Hoa Kỳ, mua toàn bộ nguồn cung của thế giới với giá 240.000 đô la và tuyên truyền LSD, thông qua các tổ chức mặt trận CIA đến các bệnh viện, phòng khám, nhà tù và trung tâm nghiên cứu của Mỹ.  Các thí nghiệm bao gồm quản lý LSD cho nhân viên CIA, quân nhân, bác sĩ, đại lý chính phủ khác, gái mại dâm, bệnh nhân tâm thần và các thành viên của cộng đồng để nghiên cứu phản ứng của họ, thường là không có kiến thức của đối tượng. Dự án đã được tiết lộ trong báo cáo của Ủy ban Rockefeller của Quốc hội Hoa Kỳ năm 1975.
Năm 1963, bằng sáng chế của Sandoz đã hết hạn trên LSD.  Một số số liệu, bao gồm Aldous Huxley, Timothy Leary và Al Hubbard, bắt đầu ủng hộ việc tiêu thụ LSD. LSD trở thành trung tâm của phản văn hóa trong thập niên 1960.  Đầu những năm 1960, việc sử dụng LSD và các chất gây ảo giác khác được ủng hộ bởi những người đề xuất mở rộng ý thức mới như Leary, Huxley, Alan Watts và Arthur Koestler,  và theo LR Veysey, họ ảnh hưởng sâu sắc đến suy nghĩ của thế hệ mới của tuổi trẻ.
Vào ngày 24 tháng 10 năm 1968, việc sở hữu LSD đã bị coi là bất hợp pháp tại Hoa Kỳ.  Nghiên cứu cuối cùng được FDA chấp thuận về LSD ở bệnh nhân kết thúc vào năm 1980, trong khi một nghiên cứu trên các tình nguyện viên khỏe mạnh được thực hiện vào cuối những năm 1980. Việc sử dụng LSD tâm thần được phê duyệt và điều chỉnh hợp pháp tiếp tục ở Thụy Sĩ cho đến năm 1993.

## Tác dụng

### Tâm lý
Các hiệu ứng tâm lý tức thời của LSD là ảo giác thị giác và ảo tưởng (từ lóng là "trip"), có thể khác nhau tùy thuộc vào liều lượng sử dụng và phản ứng của não. Các "Trip" thường bắt đầu trong vòng 20-30 phút sau ngậm hoặc uống LSD bằng miệng, tối đa ba đến bốn giờ sau khi nuốt, và kéo dài đến 12 giờ. Khi sử dụng LSD sẽ xảy ra một trong hai tình trạng:
1: Những hiệu ứng thú vị kích thích và vui tươi được gọi là "good trip", cảm giác sẽ như thể đang trôi bồng bềnh, thoát khỏi thực tại, cảm giác vui mừng hay phấn chấn (đôi khi được gọi là "rush").
2: Những hiệu ứng tiêu cực, được gọi là "bad trip", tạo ra những cảm xúc mãnh liệt, chẳng hạn như những nỗi sợ phi lý và lo âu, hoảng loạn, hoang tưởng, chóng mặt, vô vọng, muốn làm hại người khác, và ý tưởng tự tử. Không thể dự đoán "bad trip" sẽ xảy ra hay không khi sử dụng LSD.

### Cảm giác
Một số hiệu ứng cảm giác có thể bao gồm: màu sắc trở nên rực rỡ, các vật thể và bề mặt xuất hiện để gợn sóng hoặc "như đang thở", xuất hiện những hình ảnh đầy màu sắc khi nhắm mắt, khái niệm về thời gian bị bóp méo và làm biến đổi hình dáng các vật thể. Một số người dùng, bao gồm cả Albert Hofmann ghi nhận rằng có vị kim loại rất rõ trong suốt thời gian sử dụng LSD.
LSD gây ra cảm giác sống động về cảm giác , cảm xúc , ký ức , thời gian và nhận thức trong 6-14 giờ, tùy thuộc vào liều lượng và cách hấp thụ. Nói chung, bắt đầu trong vòng 30 đến 90 phút sau khi ăn phải, người dùng có thể trải nghiệm sự thay đổi nhận thức. Những thay đổi về nhận thức thính giác và thị giác là điển hình. Các hiệu ứng hình ảnh bao gồm ảo giác chuyển động của các bề mặt tĩnh ("bức tường như đang thở"), sự xuất hiện của các mô hình hình học chuyển động với màu sắc sặc sỡ (đặc biệt khi nhắm mắt), tăng cường màu sắc và độ sáng của vật thể được nhìn, xuất hiện các vật thể lạ và tầm nhìn bị mờ. Người dùng thường báo cáo rằng thế giới dường như sinh động theo một cách không thể giải thích được; Ví dụ, các vật thể tĩnh trong không gian ba chiều dường như di chuyển và xuất hiện một hoặc nhiều không gian bổ sung. Các hiệu ứng về thính giác của LSD bao gồm sự bóp méo âm thanh, kích thích thính giác đồng thời tăng cường việc cảm thụ âm nhạc. Liều cao hơn thường gây ra sự méo mó cơ bản của nhận thức cảm giác như gây mê , thay đổi về kích thước không gian hoặc thời gian và sự hôn mê tạm thời.

## Xã hội và văn hoá

### Văn hóa
Vào giữa những năm 1960, các cuộc phản công của giới trẻ ở California, đặc biệt là ở San Francisco, đã áp dụng việc sử dụng ma túy gây ảo giác, với nhà máy LSD dưới lòng đất lớn đầu tiên được thành lập bởi Owsley Stanley.  Từ năm 1964, Merry Pranksters, một nhóm lỏng lẻo phát triển xung quanh tiểu thuyết gia Ken Kesey, đã tài trợ cho Thử nghiệm axit, một loạt các sự kiện chủ yếu được tổ chức tại hoặc gần San Francisco, liên quan đến việc lấy LSD (do Stanley cung cấp), kèm theo chương trình ánh sáng, chiếu phim và âm nhạc ngẫu hứng, ngẫu hứng được gọi là bản giao hưởng ảo giác. Các Pranksters giúp sử dụng LSD phổ biến, thông qua các chuyến đi đường của họ trên khắp nước Mỹ trong một chiếc xe buýt trường học chuyển đổi psychedelically trang trí, mà tham gia phân phối thuốc và đáp ứng với các nhân vật chính của phong trào nhịp, và thông qua các ấn phẩm về các hoạt động của họ chẳng hạn như Tom Wolfe của các Thử nghiệm axit Kool-Aid (1968).
Trong khu phố Haight-Ashbury San Francisco, anh Ron và Jay Thelin mở Psychedelic Shop trong tháng 1 năm 1966. cửa hàng Các Thelins' được coi là lần đầu tiên cửa hàng đầu. Thelins đã mở cửa hàng để thúc đẩy sử dụng LSD an toàn, sau đó vẫn còn hợp pháp ở California. Cửa hàng Psychedelic đã giúp phổ biến LSD hơn nữa ở Haight và biến khu phố này trở thành thủ đô không chính thức của nền văn hóa hippie ở Hoa Kỳ. Ron Thelin cũng tham gia vào việc tổ chức cuộc biểu tình Love Pageant, một cuộc biểu tình được tổ chức tại công viên Golden Gate để phản đối lệnh cấm mới được thông qua của California đối với LSD vào tháng 10 năm 1966. Tại cuộc biểu tình, hàng trăm người tham dự đã đồng loạt axit. Mặc dù Cửa hàng ảo giác đã đóng cửa sau gần một năm rưỡi kinh doanh, nhưng vai trò của nó trong việc phổ biến LSD là rất đáng kể.
Một mối quan hệ tương tự và được kết nối của LSD sử dụng trong nghệ thuật sáng tạo được phát triển cùng thời gian ở London. Một nhân vật quan trọng trong hiện tượng này ở Anh là Michael Hollingshead, học giả người Anh, người đầu tiên thử LSD ở Mỹ vào năm 1961 khi ông là Thư ký điều hành của Viện trao đổi văn hóa Anh-Mỹ. Sau khi được tặng một lượng lớn Sandoz LSD tinh khiết (vẫn còn hợp pháp vào thời điểm đó) và trải qua "chuyến đi" đầu tiên, Hollingshead đã liên lạc với Aldous Huxley, người đề nghị anh liên lạc với Timothy Leary, học giả của Harvard nhiều năm, trong buổi hòa nhạc với Leary và Richard Alpert, Hollingshead đóng vai trò chính trong nghiên cứu LSD nổi tiếng của họ tại Millbrooktrước khi chuyển đến thành phố New York, nơi anh đã tiến hành thí nghiệm LSD của riêng mình. Năm 1965 Hollingshead trở về Vương quốc Anh và thành lập Trung tâm ảo giác thế giới ở Chelsea, London.

### Âm nhạc và nghệ thuật
Trong cả âm nhạc và nghệ thuật, ảnh hưởng của LSD đã sớm được nhìn thấy và nghe nhiều hơn nhờ các ban nhạc tham gia Thử nghiệm axit và các sự kiện liên quan, bao gồm Grateful Dead, Jefferson Airplane và Big Brother và Công ty mẹ, và thông qua áp phích sáng tạo và nghệ thuật album của các nghệ sĩ ở San Francisco như Rick Griffin, Victor Moscoso, Bonnie MacLean, Stanley Mouse & Alton Kelley và Wes Wilson, gợi lên trải nghiệm hình ảnh của chuyến đi LSD. LSD có ảnh hưởng mạnh mẽ đến Cái chết biết ơn và văn hóa của " Deadheads ".
Trong số nhiều người nổi tiếng ở Anh, Michael Hollingshead được cho là đã giới thiệu với LSD là nghệ sĩ và người sáng lập Hipgnosis Pink Floyd, Jimi Hendrix Storm Thorgerson, và các nhạc sĩ Donovan, Keith Richards, Paul McCartney, John Lennon và George Harrison. Mặc dù mối lo ngại của cơ sở về loại thuốc mới này đã khiến Bộ trưởng Nội vụ tuyên bố là ma túy bất hợp pháp vào năm 1966, LSD đã sớm được sử dụng rộng rãi trong giới thượng lưu của nền nghệ thuật và âm nhạc Anh, bao gồm các thành viên của Beatles, Rolling Stones, The Bluesy Blues, Những khuôn mặt nhỏ, và những người khác, và những sản phẩm của những trải nghiệm này đã sớm được công chúng nghe và nhìn thấy với những bài hát như " Công viên Itchycoo " của The Faces nhỏ và LP như The Sgt của Beatles . Pepper's Lonely Hearts Club Band và Cream's Disraeli Gears, nổi bật với âm nhạc cho thấy ảnh hưởng rõ rệt của những chuyến du ngoạn ảo giác gần đây của các nhạc sĩ, và được đóng gói trong bìa album được thiết kế công phu có các tác phẩm nghệ thuật ảo giác có màu sắc sống động của các nghệ sĩ như Peter Blake, Martin Sắc nét, Hapshash và áo khoác màu (Nigel Waymouth và Michael English) và nghệ thuật / âm nhạc tập thể The Fool.
Vào những năm 1960, các nhạc sĩ từ các nhóm nhạc ảo giác và các ban nhạc rock ảo giác bắt đầu đề cập (lúc đầu một cách gián tiếp, và sau đó rõ ràng) với thuốc và cố gắng tái tạo hoặc phản ánh trải nghiệm dùng LSD trong âm nhạc của họ. Một số tính năng thường được bao gồm trong âm nhạc ảo giác. Thiết bị kỳ lạ, với sự yêu thích đặc biệt đối với, giai đoạn, vòng lặp trì hoãn dài và hồi âm cực độ.  Trong những năm 1960 đã có một sử dụng các công cụ điện tử nguyên thủy như tổng hợp sớm và các Theremin.  sitar và tabla là phổ biến.  Guitar điện được sử dụng để tạo phản hồi và được chơi thông qua bàn đạp hiệu ứng wah wah và fuzzbox.  Hiệu ứng phòng thu xây dựng thường được sử dụng, chẳng hạn như băng ngược, panning Các bài hát được cho là đề cập đến LSD bao gồm"Nụ cười bất hợp pháp" của John Prine và bài hát " Lucy in the Sky with Diamonds " của John Prine, mặc dù các tác giả của bài hát sau liên tục phủ nhận tuyên bố này.  Các hình thức tâm lý điện tử sau này cũng sử dụng các nhịp đập do máy tính tạo ra lặp đi lặp lại.
Trong thời hiện đại, LSD đã có ảnh hưởng nổi bật đối với các nghệ sĩ như Keith Haring, nhạc nhảy điện tử và ban nhạc mứt Phish.

### Tình trạng pháp lý
Các Liên Hợp Quốc ước về các chất hướng tâm thần (thông qua vào năm 1971) đòi hỏi các bên ký để cấm LSD. Do đó, bất hợp pháp ở tất cả các quốc gia là thành viên của hội nghị, bao gồm Hoa Kỳ, Úc, New Zealand và hầu hết Châu Âu. Tuy nhiên, việc thực thi các luật đó khác nhau tùy từng quốc gia. Nghiên cứu y học và khoa học với LSD ở người được cho phép theo Công ước Liên hợp quốc năm 1971.

#### Châu Úc
LSD là một chất bị cấm theo Lịch 9 ở Úc theo Tiêu chuẩn Poisons (tháng 2 năm 2017).  Một chất theo Lịch 9 được định nghĩa là một chất có thể bị lạm dụng hoặc sử dụng sai, việc sản xuất, sở hữu, bán hoặc sử dụng phải bị cấm theo luật trừ khi được yêu cầu cho nghiên cứu y học hoặc khoa học, hoặc để phân tích, giảng dạy hoặc đào tạo mục đích với sự chấp thuận của Cơ quan Y tế Liên bang và/hoặc Tiểu bang hoặc Lãnh thổ.
Trong Tây Úc, phần 9 của Đạo luật về sử dụng nhầm thuốc năm 1981 quy định về thử nghiệm tóm tắt trước khi có thẩm phán sở hữu dưới 0,004g; phần 11 cung cấp các giả định có thể bác bỏ về ý định bán hoặc cung cấp nếu số lượng là 0,002g trở lên, hoặc sở hữu cho mục đích buôn bán nếu 0,01g.

#### Canada
Ở Canada, LSD là một chất được kiểm soát theo Phụ lục III của Đạo luật về Ma túy và Chất được Kiểm soát. Mỗi người đang tìm kiếm để có được những chất, mà không tiết lộ cho phép để có được chất đó 30 ngày trước khi có được toa thuốc khác từ một học viên, có tội của một hành vi phạm tội bị truy tố và chịu phạt tù có thời hạn không quá 3 năm. Sở hữu cho mục đích buôn người là một hành vi phạm tội không thể bị trừng phạt bằng hình phạt tù 10 năm.

#### Vương quốc Anh
Ở Vương quốc Anh, LSD là loại thuốc 'A' loại 1. Điều này có nghĩa là nó không được sử dụng hợp pháp và sở hữu thuốc mà không có giấy phép sẽ bị phạt 7 năm tù và/hoặc phạt tiền không giới hạn, và buôn bán có thể bị phạt tù chung thân và phạt tiền vô hạn (xem bài viết chính về xử phạt ma túy Lạm dụng Đạo luật về thuốc năm 1971).
Năm 2000, sau khi tham khảo ý kiến với các thành viên của Khoa Tâm thần học của Đại học Tâm thần Hoàng gia, Quỹ Cảnh sát Anh đã ban hành Báo cáo Runciman trong đó khuyến nghị "chuyển LSD từ lớp A sang lớp B ".
Vào tháng 11 năm 2009, Tổ chức chính sách dược phẩm chuyển đổi Vương quốc Anh đã phát hành tại Hạ viện một cuốn sách hướng dẫn về quy định pháp lý của thuốc, sau cuộc chiến chống ma túy: Kế hoạch chi tiết chi tiết, trong đó nêu chi tiết các lựa chọn cho việc phân phối và bán LSD và các thuốc ảo giác khác.

#### Hoa Kỳ
LSD là Lịch trình I tại Hoa Kỳ, theo Đạo luật về các chất bị kiểm soát năm 1970.  Điều này có nghĩa là LSD là bất hợp pháp để sản xuất, mua, sở hữu, xử lý hoặc phân phối mà không có giấy phép từ Cục Quản lý Thực thi Ma túy (DEA). Bằng cách phân loại LSD là chất theo Biểu I, DEA cho rằng LSD đáp ứng ba tiêu chí sau: được coi là có khả năng lạm dụng cao; nó không có sử dụng y tế hợp pháp trong điều trị; và thiếu sự an toàn được chấp nhận cho việc sử dụng nó dưới sự giám sát y tế. Không có trường hợp tử vong do độc tính hóa học; hầu hết các trường hợp tử vong do LSD là kết quả của độc tính hành vi.
Cũng có thể có sự khác biệt đáng kể giữa lượng LSD hóa học mà người ta sở hữu và lượng sở hữu mà người ta có thể bị buộc tội ở Mỹ. Điều này là do LSD hầu như luôn có mặt trong một môi trường (ví dụ như chất lỏng hoặc chất lỏng trung tính), và trong một số bối cảnh, lượng có thể được xem xét liên quan đến kết án là tổng khối lượng của thuốc và môi trường của nó. Sự khác biệt này là chủ đề của vụ kiện của Tòa án tối cao Hoa Kỳ năm 1995, Neal v. Hoa Kỳ, đã xác định rằng để tìm độ dài câu tối thiểu, tổng trọng lượng trung bình được sử dụng, trong khi để xác định mức độ nghiêm trọng của hành vi phạm tội, ước tính khối lượng hóa chất Được sử dụng.
Axit lysergic và axit lysergic, tiền chất LSD, đều được phân loại trong Biểu III của Đạo luật về các chất bị kiểm soát.  răng ergotamine, tiền chất của axit lysergic, được điều chỉnh theo Đạo luật buôn bán và hóa chất hóa học.

#### Mexico
Vào tháng 4 năm 2009, Quốc hội Mexico đã phê chuẩn những thay đổi trong Luật Sức khỏe Tổng quát, coi thường việc sở hữu thuốc bất hợp pháp để tiêu thụ ngay lập tức và sử dụng cá nhân, cho phép một người sở hữu một lượng LSD vừa phải. Hạn chế duy nhất là những người sở hữu ma túy không được ở trong bán kính 300 mét của các trường học, sở cảnh sát hoặc cơ sở cải huấn. Cần sa, cùng với cocaine, thuốc phiện, heroin và các loại ma túy khác cũng bị coi thường; sở hữu của họ không được coi là một tội phạm miễn là liều không vượt quá giới hạn được thiết lập trong Luật Sức khỏe Chung.  Nhiều [ mơ hồ ]câu hỏi này, vì cocaine được tổng hợp như heroin, và cả hai đều được sản xuất dưới dạng chiết xuất từ thực vật. Luật pháp thiết lập ngưỡng số lượng rất thấp và xác định nghiêm ngặt liều lượng cá nhân. Đối với những người bị bắt vượt quá ngưỡng cho phép của pháp luật, điều này có thể dẫn đến án tù nặng, vì họ sẽ bị coi là những kẻ buôn người nhỏ ngay cả khi không có dấu hiệu nào khác cho thấy số tiền đó là để bán.

#### Cộng hòa Séc
Tại Cộng hòa Séc, cho đến ngày 31 tháng 12 năm 1998 chỉ sở hữu ma túy " cho người khác " (nghĩa là bán) là tội phạm (ngoài sản xuất, nhập khẩu, xuất khẩu, chào hàng hoặc hòa giải, trong khi vẫn còn là tội phạm) hợp pháp.
Vào ngày 1 tháng 1 năm 1999, việc sửa đổi Bộ luật Hình sự, cần thiết để điều chỉnh các quy tắc về ma túy của Séc với Công ước duy nhất về Ma túy, đã có hiệu lực, hình sự hóa việc sở hữu " số tiền lớn hơn nhỏ " cũng được sử dụng cho mục đích cá nhân (Nghệ thuật. 187a của Bộ luật hình sự) trong khi sở hữu số lượng nhỏ để sử dụng cá nhân đã trở thành một tội nhẹ.
Thực tiễn tư pháp đã đi đến kết luận rằng " số tiền lớn hơn nhỏ " phải lớn hơn năm đến mười lần (tùy thuộc vào thuốc) so với một liều thông thường của một người tiêu dùng trung bình.
Theo Quy định số 46/2009 Coll, việc sở hữu ít hơn 5 liều LSD sẽ được coi là nhỏ hơn lớn đối với các mục đích của Bộ luật Hình sự và bị coi là tội nhẹ với mức phạt tương đương với vé đậu xe.

#### Ecuador
Theo Hiến pháp năm 2008 của Ecuador, tại Điều 364, nhà nước Ecuador không coi tiêu thụ ma túy là tội phạm mà chỉ là vấn đề sức khỏe.  Kể từ tháng 6 năm 2013, văn phòng quản lý thuốc nhà nước Consep đã công bố một bảng thiết lập số lượng tối đa được mang theo người để được coi là sở hữu hợp pháp và người đó không phải là người bán thuốc.  "TIÊU DÙNG được thành lập, tại cuộc họp chung mới nhất của họ, rằng 0,020 miligam LSD sẽ được coi là lượng người tiêu dùng tối đa.

### Kinh tế học

#### Sản xuất
Đồ thủy tinh bị DEA tịch thu
Một liều hoạt động của LSD là rất ít phút, cho phép tổng hợp một số lượng lớn liều từ một lượng nhỏ nguyên liệu thô. Hai mươi lăm kilogam tiền chất ergotamine tartrate có thể tạo ra 5 kế6 kg LSD tinh thể; điều này tương ứng với 100 triệu liều. Bởi vì số đông liên quan rất nhỏ, việc che giấu và vận chuyển LSD bất hợp pháp dễ dàng hơn nhiều so với buôn lậu cocaine, cần sa hoặc các loại ma túy bất hợp pháp khác.
Sản xuất LSD đòi hỏi thiết bị phòng thí nghiệm và kinh nghiệm trong lĩnh vực hóa học hữu cơ. Phải mất hai đến ba ngày để sản xuất 30 đến 100 gram hợp chất nguyên chất. Người ta tin rằng LSD thường không được sản xuất với số lượng lớn, mà là một loạt các lô nhỏ. Kỹ thuật này giảm thiểu việc mất hóa chất tiền chất trong trường hợp một bước không hoạt động như mong đợi.

##### Các hình thức
LSD được sản xuất ở dạng tinh thể và sau đó trộn với tá dược hoặc được tái phân phối để sản xuất ở dạng ăn được. Dung dịch lỏng được phân phối trong các lọ nhỏ hoặc, thông thường hơn, được phun lên hoặc ngâm vào môi trường phân phối. Trong lịch sử, các giải pháp LSD lần đầu tiên được bán trên các viên đường, nhưng những cân nhắc thực tế buộc phải thay đổi hình thức máy tính bảng. Xuất hiện vào năm 1968 dưới dạng một viên thuốc màu cam có kích thước khoảng 6 mm, axit "Orange Sunshine" là dạng LSD đầu tiên có sẵn phần lớn sau khi việc sở hữu nó bị coi là bất hợp pháp. Tim Scully, một nhà hóa học nổi tiếng, đã tạo ra một số máy tính bảng này, nhưng nói rằng hầu hết "Ánh nắng mặt trời" ở Hoa Kỳ đến từ Ronald Stark, người đã nhập khẩu khoảng ba mươi lăm triệu liều từ Châu Âu.
Trong một khoảng thời gian, kích thước, trọng lượng, hình dạng và nồng độ của LSD của máy tính bảng đã phát triển từ các đơn vị liều lượng lớn (4,5, đường kính 0,1 mm), nặng (≥150 mg), tròn, nồng độ cao (90 9035050g / tab) (2.0 đường kính 3,5 mm) nhẹ (thấp tới 4,7 phag / tab), có hình dạng đa dạng, nồng độ thấp hơn (12 sắt85 phag / tab, phạm vi trung bình 30 đơn vị liều lượng 404040 / tab). Hình dạng máy tính bảng LSD đã bao gồm hình trụ, hình nón, ngôi sao, tàu vũ trụ và hình trái tim. Những viên nhỏ nhất được gọi là "Microdots."
Sau khi máy tính bảng xuất hiện "axit máy tính" hoặc "giấy thấm LSD", thường được tạo ra bằng cách nhúng một tờ giấy thấm sẵn vào dung dịch LSD / nước / rượu.  Hơn 200 loại máy tính bảng LSD đã được bắt gặp từ năm 1969 và hơn 350 thiết kế giấy blotter đã được quan sát kể từ năm 1975.  Khoảng thời gian đó, giấy thấm LSD đã xuất hiện "Windowpane" (AKA "Clearlight "), chứa LSD bên trong một hình vuông gelatin mỏng bằng một phần tư inch (6 mm).  LSD đã được bán dưới nhiều loại tên đường phố thường tồn tại trong thời gian ngắn và bao gồm Acid, Trips, Uncle Sid, Blotter, Lucy, Alice và liều lượng, cũng như tên phản ánh các thiết kế trên tờ giấy thấm. Các nhà chức trách đã bắt gặp loại thuốc này dưới dạng khác bao gồm bột hoặc pha lê và viên nang.

##### Phân phối hiện đại
Các nhà sản xuất và buôn bán LSD ở Hoa Kỳ có thể được phân thành hai nhóm: Một số nhà sản xuất quy mô lớn và một số lượng nhỏ các nhà hóa học nhỏ, bí mật, bao gồm các nhà sản xuất độc lập, hoạt động ở quy mô tương đối hạn chế, có thể được tìm thấy trên khắp Quốc gia.  Là một nhóm, các nhà sản xuất độc lập ít quan tâm đến Cục Quản lý Thực thi Ma túy hơn các nhóm quy mô lớn vì sản phẩm của họ chỉ tiếp cận thị trường địa phương.
Nhiều đại lý và nhà hóa học LSD mô tả một mục đích tôn giáo hoặc nhân đạo thúc đẩy hoạt động bất hợp pháp của họ. Cuốn sách Orange Sunshine: The Brotherhood of Eternal Love của Nicholas Schou và Nhiệm vụ của nó để truyền bá hòa bình, tình yêu và axit đến thế giới mô tả một nhóm như vậy, Brotherhood of Eternal Love. Nhóm này là một nhóm buôn người LSD lớn của Mỹ vào cuối những năm 1960 và đầu những năm 1970.
Trong nửa sau của thế kỷ 20, các đại lý và nhà hóa học liên kết lỏng lẻo với Grateful Dead như Owsley Stanley, Nicholas Sand, Karen Horning, Sarah Maltzer, "Dealer McDope" và Leonard Pickard đóng vai trò thiết yếu trong việc phân phối LSD.

##### Hàng nhái
Từ năm 2005, cơ quan thực thi pháp luật tại Hoa Kỳ và các nơi khác đã thu giữ một số hóa chất và tổ hợp hóa chất trong giấy blotter được bán dưới dạng hàng nhái LSD, bao gồm DOB,  hỗn hợp DOC và DOI,  25I- NBOMe,  và hỗn hợp DOC và DOB.Những người sử dụng LSD trên đường phố thường có ấn tượng rằng giấy thấm gây ra ảo giác tích cực chỉ có thể là LSD vì đó là hóa chất duy nhất có liều lượng đủ thấp để vừa trên một ô giấy nhỏ. Mặc dù đúng là LSD yêu cầu liều thấp hơn so với hầu hết các chất gây ảo giác khác, giấy thấm có khả năng hấp thụ một lượng vật liệu lớn hơn nhiều. DEA đã thực hiện phân tích sắc ký giấy blotter chứa 2C-C cho thấy giấy chứa nồng độ hóa chất hoạt động lớn hơn nhiều so với liều LSD thông thường, mặc dù số lượng chính xác không được xác định.  Blotter LSD bắt chước có thể có bình phương liều tương đối nhỏ; một mẫu giấy thấm có chứa DOC bị thu giữ bởi Concord, CaliforniaCảnh sát đã đánh dấu liều cách nhau khoảng 6 mm.  Một số cái chết đã được quy cho 25I-NBOMe.